# Bevoksning
En bevoksning er en afgrænset, men selvgroet gruppe planter. Ordet bruges oftest i diskussion af havekunst som modsætning til beplantning, der betegner det kunstigt skabte, og dér er udtrykket velanbragt. Derimod hører det ikke hjemme i sammenhæng med en drøftelse af økologiske emner. I den situation ville man kalde sådan en gruppe af planter for et plantesamfund eller en biom.
Eksempler på bevoksninger
- Lund
- Krat
- Rørsump
- Standeng